# Greeba (rijeka)
Greeba je rijeka na otoku Man.
Izvire na planini Greeba iznad Kerrow Glassa i Cooilslieua, te teče južno i istočno kroz selo Greeba i pokraj dvorca Greeba prije nego što se ulije u rijeku Dhoo zapadno od Crosbyja.